# Carlos Alberto García
Pour les articles homonymes, voir Carlos García et García.
Carlos Alberto García Charcopa est un footballeur international équatorien né le 24 septembre 1978 à Esmeraldas. Au cours de sa carrière, il évolue au poste d'attaquant dans plusieurs clubs équatoriens, dont le  Deportivo Quito en 2003 et 2010. En décembre 2010, il signe au Barcelona Sporting Club de Guayaquil

## Carrière
- 1997-1999 : CS Emelec  Équateur
- 2001 : LDU de Portoviejo  Équateur
- 2002 : CD Espoli  Équateur
- 2003 : Deportivo Quito  Équateur
- 2004 : Deportivo Quevedo  Équateur
- 2004 : CSyD Macará  Équateur
- 2005 : El Nacional  Équateur
- 2006 : CSCD Grecia Chone  Équateur
- 2007 : Deportivo Azogues  Équateur
- 2008 : Técnico Universitario  Équateur
- 2008-2009 : Liga de Cuenca  Équateur
- 2010 : Atlético Audaz  Équateur
- 2010 : Deportivo Quito  Équateur

## Sélections
- 1 sélection et 0 but avec l' Équateur en 1999[3]. Il participe également à la Coupe du monde des moins de 17 ans 1995[4].